# اقتصاد غواتيمالا
غواتيمالا هي الأكثر اكتظاظاً بالسكان في بلدان أمريكا الوسطى مع الناتج المحلي الإجمالي للفرد الواحد ما يقرب من ثلث الأرجنتين والبرازيل وتشيلي.[بحاجة لمصدر] القهوة والسكر، والموز هي المنتجات الرئيسية.[بحاجة لمصدر] وقد أزال توقيع 1996 من اتفاقات السلام التي أنهت 36 عاماً من الحرب الأهلية عقبة رئيسية أمام الاستثمار الأجنبي، وغواتيمالا منذ ذلك الحين تبنت إصلاحات هامة واستقرار الاقتصاد الكلي.
احتلت غواتيمالا المركز 122 في مؤشر الابتكار العالمي عام 2023، وحافظت على المركز نفسه في مؤشر عام 2024.